# Elżbieta Magdalena Wąsik
Elżbieta Magdalena Wąsik (ur. 25 kwietnia 1961) – polski filolog, specjalistka w dziedzinie językoznawstwa ogólnego i semiotyki komunikacji, profesor nadzwyczajny Uniwersytetu im. Adama Mickiewicza w Poznaniu.

## Kariera zawodowa
Otrzymała podstawowe wykształcenie z zakresu filologii germańskiej i niderlandzkiej (1981–1986), otrzymując 27 czerwca 1986 roku w Instytucie Filologii Germańskiej na Wydziale Filologicznym Uniwersytetu Wrocławskiego tytuł magistra filologii germańskiej ze specjalnością niderlandystyczną. Następnie podjęła pracę w Katedrze Językoznawstwa tego uniwersytetu, od 15 listopada 1986 jako asystent-stażysta, 15 listopada 1987 roku została asystentem, a 1 października 1989 starszym asystentem. Przewód doktorski otwarła 22 czerwca 1993 roku. Pracę doktorską nt. Ekologia języków mniejszościowych na przykładzie języka fryzyjskiego, napisaną pod kierunkiem prof. dra hab. Antoniego Furdala, obroniła 23 listopada 1995 roku na Wydziale Filologicznym UWr. 15 lutego 1996 roku została awansowana na stanowisko adiunkta. 
Z początkiem roku akademickiego 1999/2000 na skutek zmian organizacyjnych na Wydziale znalazła się w Zakładzie Językoznawstwa Ogólnego i Porównawczego Instytutu Filologii Germańskiej UWr. 1 października 2000 uzyskała stanowisko adiunkta w Instytucie Filologii Angielskiej Uniwersytetu im. Adama Mickiewicza w Poznaniu, prowadząc zajęcia o ekologii języków germańskich i fryzyjskiego, najpierw w Pracowni Języka Niderlandzkiego i Afrikaans, następnie w Zakładzie Semiotyki Lingwistycznej, a obecnie w Zakładzie Języków Starogermańskich UAM. Stopień doktora habilitowanego nauk humanistycznych w zakresie językoznawstwa ogólnego otrzymała po kolokwium habilitacyjnym dnia 7 lipca 2008 w Instytucie Filologii Angielskiej UAM w Poznaniu, na podstawie rozprawy habilitacyjnej Język – narzędzie czy właściwość człowieka? Założenia gramatyki ekologicznej lingwistycznych związków międzyludzkich. Stanowisko profesora nadzwyczajnego UAM otrzymała od 1 września 2011 do 31 sierpnia 2017. 
Uczestniczyła w 13. i 14. Seminarium Języka, Literatury i Kultury Albańskiej (odpowiednio w dniach 15–30 sierpnia 1987 oraz 15–30 sierpnia 1988), organizowanym przez Uniwersytet w Prisztinie (wówczas w Jugosławii). Ponadto, odbyła staż naukowo-badawczy w Instytucie Fryzyjskim Uniwersytetu w Groningen na stypendium Ministerstwa Edukacji Królestwa Holandii (w dniach 1 lutego–30 czerwca 1990).

## Obowiązki dydaktyczne
W swojej dotychczasowej działalności dydaktycznej prowadziła na Uniwersytecie Wrocławskim przedmioty: 
- Wiedza o języku na kulturoznawstwie;
- Retoryka, erystyka i kultura języka dla studentów nauk politycznych;
- Praktyczna znajomość języka niemieckiego – kurs podręcznikowy, rozumienie ze słuchu, konwersacje i tłumaczenia, ćwiczenia w mówieniu dla germanistów;
- Językoznawstwo ogólne;
- Gramatyka opisowa języka niemieckiego – morfologia i fonetyka oraz fryzystyka dla niderlandystów; składnia i fonetyka dla germanistów;
- Semiotyka i teoria komunikacji społecznej dla etnologii;
- Wstęp do językoznawstwa.

Przedmioty prowadzone w Uniwersytecie im. Adama Mickiewicza w Poznaniu przed habilitacją:
- Wiedza o krajach niemieckojęzycznych na specjalizacji przekładoznawczej;
- Wprowadzenie do fryzystyki;
- Gramatyka języka staro-fryzyjskiego;
- Ekologia języków zachodniogermańskich;
- Gramatyka staro-wysoko-niemiecka;
- Język fryzyjski w ujęciu historyczno-porównawczym;
- seminarium przedmiotowe z lingwistyki humanistycznej;
- wykład monograficzny Język i człowiek w dziejach myśli lingwistycznej dla filologii angielskiej.

Po habilitacji – w Instytucie Filologii Angielskiej, a obecnie na Wydziale Anglistyki: 
- seminarium magisterskie na temat jaźni w komunikacji transakcyjnej na przykładzie dyskursu literackiego i dziennikarskiego;
- seminarium doktoranckie z problematyki jaźni lingwistycznej w interakcjach komunikatywnych;
- wykłady monograficzne z dziejów myśli językoznawczej (część III, od lat pięćdziesiątych do czasów współczesnych) dla słuchaczy studiów doktoranckich Instytutu Filologii Angielskiej, a obecnie Wydziału Anglistyki UAM.

## Osiągnięcia naukowe
Elżbieta Wąsik opublikowała 3 książki:
- Ekologia języka fryzyjskiego. Z badań nad sytuacją mniejszości etnolingwistycznych w Europie, Wrocław 1999;
- Język – narzędzie czy właściwość człowieka? Założenia gramatyki ekologicznej lingwistycznych związków międzyludzkich, Poznań 2007;
- Coping with an Idea of Ecological Grammar, Frankfurt am Main et al. 2010.

Napisała 35 artykułów (w tym 3 komunikaty, 2 recenzje) oraz 31 streszczeń w materiałach kongresowych i sprawozdaniach mieszczących się w zakresie językoznawstwa germańskiego i ogólnego, niderlandystyki, fryzystyki, filozofii języka i metodologii badań lingwistycznych, między innymi:
- o uwarunkowaniach języków mniejszościowych,
- o funkcjonalizmie lingwistycznym i zasadzie abstrakcyjnej relewancji w dyskursie meta-urbanistycznym o sztuce i architekturze,
- o ekologicznej gramatyce związków międzyludzkich,
- o ekologiczno-semiotycznych sposobach istnienia języka w kontekstach globalnych i lokalnych,
- o jaźni transcendentalnej w poszukiwaniu absolutu,
- o egzystencjalnych aspektach jaźni indywidualnej, społecznej i transcendentalnej w badaniach nowo-semiotycznych,
- o mowie jako semiotycznej ekstensji jaźni.

Jej wkład do nauki zaznaczył się w dziedzinie:
- typologii przysłów pochodzenia łacińskiego w języku niemieckim, niderlandzkim i polskim;
- badania nad opisem zewnętrznych uwarunkowań języków mniejszościowych;
- wypracowania modelu ekologicznego opisu języka na przykładzie języka fryzyjskiego;
- propozycji gramatyki ekologicznej interpersonalnych i intersubiektywnych związków międzyludzkich na podstawie obserwowalnych właściwości jednostek komunikujących się wzajemnie, kiedy nadają i odbierają środki werbalne i rozumiejąc i interpretując je w podobny sposób;
- poszukiwań w zakresie lingwistyki homocentrycznej i semiotyki skoncentrowanej nad typologią sposobów istnienia jaźni w komunikatywnych interakcjach międzyludzkich.

Zaznaczyła swoją obecność na konferencjach i kongresach międzynarodowych w Polsce, Republice Federalnej Niemiec, Republice Czeskiej, Słowacji, Słowenii, Belgii, Finlandii, Łotwie i Stanach Zjednoczonych. Wygłosiła tam dotychczas 42 referaty (w tym 35 na spotkaniach międzynarodowych, 4 krajowych i 3 lokalnych).

## Kształcenie akademickie
Jest promotorem dwóch rozpraw doktorskich będących w trakcie realizacji. Była recenzentem jednej rozprawy doktorskiej. Wykonała jedną recenzję wydawniczą artykułu naukowego. Sprawuje też opiekę naukową nad jedną doktorantką spełniającą warunki do otwarcia przewodu doktorskiego.

## Członkostwa zawodowe
W latach 1987–2000 była współpracownikiem Komisji Językowej Wrocławskiego Towarzystwa Naukowego. Od 1989 jest członkiem Polskiego Towarzystwa Językoznawczego, a od 1998 członkiem Societas Linguistica Europaea. 1 kwietnia 2010 została mianowana członkiem współpracownikiem (Scholar) Międzynarodowego Instytutu Komunikologii z rekomendacji Dyrektora i Kolegium Członków w Waszyngtonie, USA. We wrześniu 2011 została powołana (z nominacji) na pełnoprawnego członka Semiotycznego Towarzystwa Ameryki. 21 maja 2012 otrzymała nominację (dyplom i medal) z rąk Profesora Richarda L. Lanigana na członka rzeczywistego (Fellow) Międzynarodowego Instytutu Komunikologii z rekomendacji Dyrektora i Kolegium Członków w Waszyngtonie, USA. 

## Osiągnięcia organizacyjne
W zakresie współpracy z zagranicznymi partnerami zorganizowała dwa warsztaty naukowe w ramach Poznań Linguistic Meetings (PLM). Pierwszy, zorganizowany we współpracy z Oebele Vriesem z Uniwersytetu w Groningen, odbył się Gnieźnie w roku 2009 i eksponował problematykę dziedzictwa tożsamości fryzyjskiej w języku i kulturze. Na bazie nawiązanych wówczas kontaktów zaprosiła profesora Arjena Versloota z Akademii Fryzyjskiej i Uniwersytetu w Amsterdamie do przeprowadzenia dwóch sesji w roku akademickim 2009/2010 i 2010/2012 z zakresu języka fryzyjskiego. Następnie, zorganizowała wspólnie z profesorem Richardem L. Laniganem, dyrektorem Międzynarodowego Instytutu Komunikologii, warsztaty poświęcone jaźni semiotycznej w interakcjach komunikatywnych (The Semiotic Self in Communicative Interactions) w ramach PLM w dniach 1–3 maja 2011.
W kolejnym roku, we współpracy z doktorem Józefem Zapruckim z Karkonoskiej Państwowej Szkoły Wyższej w Jeleniej Górze, podjęła się organizacji sympozjum Semiotyka przynależności: Egzystencjalne, aksjologiczne i prakseologiczne aspekty tożsamości w domu i na obczyźnie w ramach 27. Międzynarodowej Szkoły Letniej dla Studiów Semiotycznych i Strukturalnych, która odbyła się w Imatrze (Finlandia) w dniach 8–12 czerwca 2012. 
W roku 2013 przedstawiła swój projekt badawczy książki profesorskiej z zakresu jaźni lingwistycznej w interakcjach komunikacyjnych na Szóstej Konferencji Międzynarodowego Instytutu Komunikologii i Pierwszej Dorocznej Konferencji Duquesne, organizowanej przez Uniwersytet Duquesne w Pittsburgu (Pensylwania) w dniach 9–13 lipca 2013.

## Honorowe wyróżnienia
W 2008 roku uzyskała nagrodę indywidualną II stopnia za osiągnięcia w pracy naukowej przyznaną przez Rektora UAM.

## Wzmianki biograficzne
Jej nazwisko było przedmiotem opracowania biograficznego w pozycji Złota Księga Nauk Humanistycznych (Gliwice: Helion, 2012). Wiosną 2013 otrzymała nominację zewnętrzną do przedstawienia swojego życiorysu w encyklopedii Marquisa Kto jest Kim w Świecie (Publikacja Kto jest Kim w Ameryce wydawnictwa Reed Elsevier). Została mianowana członkiem Międzynarodowego Centrum Biograficznego w Cambridge „Wiodący Edukatorzy Świata 2013”.